# Shift4 Payments
Shift4 Payments é uma empresa de processamento de pagamentos de capital aberto com ações negociadas na Bolsa de Valores de Nova Iorque e com sede em Allentown, Pensilvânia. A empresa, fundada em 1999 por Jared Isaacman, então com 16 anos de idade, processa pagamentos para mais de 200,000 empresas de vendas, hospitalidade, lazer e restaurantes. Shift4 se especializa em soluções comerciais, tais como software e hardware de pagamento para celulares. Quando a empresa se tornou pública em 2020, Isaacman ainda era o CEO.

## História
Enquanto trabalhava como empregado de uma empresa de processamento de pagamentos, Isaacman, aos 16 anos de idade (que já tinha recebido seu GED e trabalhava por tempo integral) identificou o que ele viu como ineficiências na indústria. Em resposta, ele lançou o United Bank Card no porão de seus pais em Far Hills, Nova Jérsei. Na época, os vendedores precisavam de um mês para prepararem um sistema de pagamento e ainda tinham de pagarem pelos leitores de cartão de crédito, além de assinar um longo contrato. Como alternativa, sua nova empresa reduziu o tempo de preparação para um dia, deu aos vendedores leitores de cartão de crédito gratuitos e apenas requer que eles assinem um contrato de duas páginas. Em 2012, United Bank Card foi rebatizada como Harbourtouch, para melhor refletir sua tecnologia. A empresa foi rebatizada em 2017 como Lighthouse Network, com Harbourtouch se tornando uma subsidiária. Entre 2014-17, a empresa se expandiu ao adquirir várias empresas do tipo, incluindo a Merchant Services Inc. (a mesma empresa onde Isaacman trabalhou em sua adolescência). Em 2017, a empresa - então operando como Lighthouse Network - comprou a Shift4 Corporation e se rebatizou como Shift4 Payments.
Shift4 Payments veio ao público na Bolsa de Valores de Nova Iorque em junho de 2020, conseguindo $345 milhões em seu IPO. A empresa é uma das poucas a virarem públicas nos meses imediatos ao começo da pandemia de COVID-19. A empresa completou seu "roadshow" de forma totalmente online. Ela também foi uma das primeiras a tocarem o sino na Bolsa de Valores de Nova Iorque após que seu andar de vendas foi reaberto, devido ao seu fechamento graças a pandemia.
Em novembro de 2020, Shift4 Payments anunciou a aquisição de 3dcart, uma plataforma de comércio eletrônico. Em janeiro de 2021, a empresa rebatizou sua aquisição como Shift4Shop.
Em março de 2021 a empresa anunciou a aquisição da VenueNext, uma provedora de soluções de pagamentos para estádios, arenas e outros tipos de entretenimentos.

## Serviços
O modelo de negócios da empresa envolve na integração dos serviços de pagamentos em vários produtos de hardware e software, como também a reunião de inteligência para negócios.
Ela primariamente trabalha nas indústrias de restaurantes, hospitalidade, vendas e de comércio eletrônico. Shift4 também oferece software de análise baseado na nuvem. Em 2019, a empresa havia processado aproximadamente 3,5 bilhões de transações.